# Artemis Fowl: Atlantiskomplekset
Artemis Fowl: Atlantiskomplekset er en ungdoms-fantasybog af den irske forfatter Eoin Colfer fra 2010. Det er den syvende bog i Artemis Fowl-serien. Den blev udgivet d. 20. juli 2010 i Storbritannien og d. 3. august i Nordamerika. Bogen er den næstsidste i serien, og blev efterfulgt af Artemis Fowl: Den Sidste Vogter i 2012.
Artemis Fowl har udviklet et Atlantiskompleks, der er en sygdom, som har ramt ham som følge af tidsrejsen i forrig bog. Han udvikler en anden person ved navn Orion. Turnball Root, der er bror til den afdøde kommandør Julius Root får taget Artemis og Holly Short til fange og med runemagi får han gjort dem til viljeløse slaver. Root kidnapper No. 1 i håb om at han kan gøre hans menneskekone Leonor ung igen.